# 千禧年前论
千禧年前论（英語：Premillennialism）是終末論的理論之一，相信耶穌的肉身将要再临地上，开始祂千年国的统治。被称为“千禧年前论”，是因为它认为耶穌再临将会发生在千年国开始之前。与千禧年后论（postmillennialism）或无千禧年论（amillennialism）等其他終末論不同，前者认为耶穌再临将会发生在千年国开始之后，而后者认为千禧年只是象征性的。
千禧年前论主要基于对新约启示录20:1-6的字面解释，該段描述耶穌再临地上，在大灾难末期开始千年国的统治。千禧年前論者认为這是從舊約以來，将要应验给予神子民的应许。其他解釋如東正教則聲稱，啟示錄這段是描述基督統治天堂的現在，這樣的解釋認為啟示錄的象徵是指一個屬靈的爭戰，而不是在地上的物理戰鬥。无千禧年论者解釋千禧年為一段象徵性的時期，例如認為千禧年代表神對祂的創造或教會的統治，這與啟示錄本身啟示體裁的高象徵性一致。
历史上，千禧年前论也被称为或，神学术语“千禧年前论”直到19世纪中叶才被广泛使用，这时千禧年前论得到复兴，“几乎整个英国和美国的新教徒事业都受到这一信念的促进：法国大革命和美国革命（特别是法国革命）应验了但以理书和启示录中的预言”。千禧年前論常被用來專指那些堅信將有基督在俗世千年統治的人們，包括認為千禧年前信徒會先被提（時代論，或者歷史性前千禧年論），或認為千禧年前的大災難後信徒才被提。例如千禧年後論，同意千禧年前論將有基督在地上的統治，但不同意千禧年前信徒被提和開始大災難的概念。千禧年後論者認為耶穌再臨將在千禧年後發生。

## 19世纪至今
从1790年到19世纪中叶，千禧年前论在英国福音派，甚至在圣公会内相当普遍。
在19世纪，千禧年前论在美国和英国仍被广泛接受，特别是在欧文派、普利茅斯弟兄会、耶和华见证人、基督弟兄会 、召會和基督复临安息日会中。在20世纪和21世纪，千禧年前论在福音派、基要派、和Living Church of God仍很普遍，并且扩展到亚洲、非洲和南美洲的教会。

四种基督教千禧年主义理论的对比：
1. 千禧年前论
2. 千禧年前论之时代论
3. 千禧年后论
4. 无千禧年论